# バーンダー

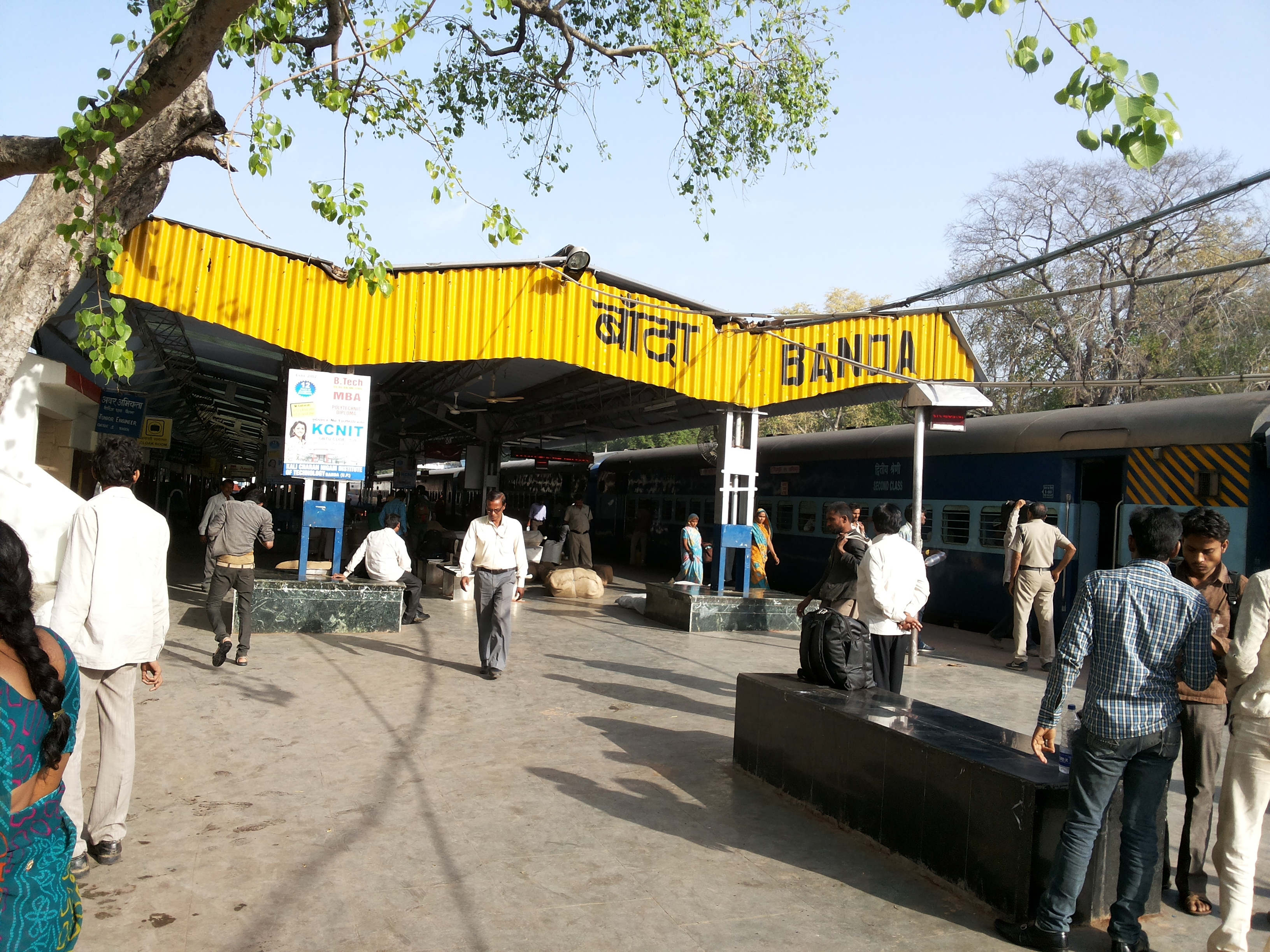
バーンダー駅

バーンダー（ヒンディー語：बांदा bāndā、英語：Banda）は、インドのウッタル・プラデーシュ州、バーンダー県の都市。カーリンジャル城が存在する。

## 歴史
1023年、バーンダーのカーリンジャル城がガズナ朝に包囲された。
1196年、バーンダーはムハンマド・ゴーリーによって占領された。
1545年、スール朝のシェール・シャーがカーリンジャル城を攻めるも、事故で重傷を負って死亡した。
1735年以降、バージー・ラーオの息子クリシュナ・ラーオの領土となり、以降その子孫が統治した。 

## 人口
2011年の統計では、154,428人。